# Домінік Гаслер
Пані Домінік Гаслер, до шлюбу Метт (6 жовтня 1978) — ліхтенштейнська політична діячка, членкиня Патріотичного союзу. Міністерка внутрішніх справ, освіти та довкілля (2017). Міністерка закордонних справ, освіти та спорту (з 2021).

## Життєпис
Народилася Домінік Метт 6 жовтня 1978 року, виросла в Морені, Ліхтенштейн. Стала викладачкою, навчаючись у Міжкантональному коледжі спеціальної освіти в Цюриху, Швейцарія. Здобула магістерський ступінь з ділового адміністрування в підприємницькому менеджменті в Університеті Ліхтенштейну.
У 2000—2006 рр. — Вчителька з особливими потребами в терапевтично-педагогічній денній школі Зайденбаум у Трюббаху.
У 2006—2008 рр. — Вчителька з особливими потребами в спеціальній педагогічній денній школі Терапевтичного педагогічного центру (HPZ) у Шані.
У 2008—2010 рр. — Членкиня шкільної ради управління та директор департаменту в Терапевтично-педагогічному центрі (HPZ) у Шані.
У 2010—2016 рр. — Членкиня правління Ліхтенштейнського фонду догляду за людьми похилого віку та хворими (LAK), а також директор Будинку Святого Мартіна в Ешені.
У 2017 році — Членкиня правління Ліхтенштейнського фонду догляду за літніми людьми та хворими (LAK), а також директор з організаційного розвитку та комунікацій.
У 2017—2021 рр. — Міністерка внутрішніх справ, освіти та довкілля.
З 21 березня 2021 року — Міністерка закордонних справ, освіти та спорту.